# Hamam – Das türkische Bad
Hamam – Das türkische Bad (Il bagno turco) ist ein italienisch-türkisch-spanischer Spielfilm von Ferzan Özpetek aus dem Jahr 1997.

## Handlung
Francesco und Marta sind ein Yuppie-Ehepaar, das in Rom eine Innenarchitekturfirma betreibt. Noch wollen sie es sich nicht eingestehen, doch ihre Ehe scheint am Ende.
Ihr Leben erfährt einen Einschnitt, als Francescos Tante Anita stirbt, die in Istanbul gelebt hat. Francesco reist in die Türkei, um den Nachlass zu regeln. Dort erfährt er zu seinem Erstaunen, dass Anitas Erbe auch einen einst berühmten, inzwischen aber heruntergekommenen und geschlossenen Hamam umfasst, ein türkisches Bad. Die erhoffte schnelle Abwicklung kommt nicht zustande. Stattdessen gerät Francesco immer mehr in den Bann des Istanbuler Lebens, der Hamams und nicht zuletzt den von Mehmet, dem Sohn der Verwalterfamilie seiner Tante.
Als Francesco erfährt, dass der Hamam und das umliegende Stadtviertel von Bauspekulanten aufgekauft werden sollen, die dort ein Einkaufszentrum errichten wollen, beschließt er, nicht zu verkaufen und stattdessen den Hamam zu renovieren und wieder zu eröffnen.
Marta reist nach Istanbul, um Francesco mitzuteilen, dass sie eine Affäre mit seinem Geschäftspartner hat und die Scheidung will. Sie ist überrascht, wie sehr sich Francesco verändert hat, und gerät bezüglich ihres Vorhabens ins Wanken. Doch als sie dahinterkommt, dass Francesco eine Affäre mit Mehmet angefangen hat, will sie auf der Stelle abreisen.
Als Francesco, der sich mit seiner Weigerung, an die Spekulanten zu verkaufen, Feinde gemacht hat, ermordet wird, entschließt sie sich jedoch, in Istanbul zu bleiben und den Hamam selbst zu führen.

## Kritik
„Regiedebüt, das aus der intimen Kenntnis beider Welten schöpft, dessen Versuch aber, aus Neorealismus und türkischem Melodram einen eigenen Stil zu gewinnen, scheitert. Obwohl zentrale Motive sich nur aus dem Off erschließen, gelingen dennoch aufschlußreiche Miniaturen über kulturelle Differenzen.“

## Auszeichnungen
- Antalya Golden Orange Film Festival 1997: Bester Film